# Petró Balázs
Petró Balázs (Miskolc, 1997. július 1. –) magyar labdarúgó, az osztrák ASKÖ Kobersdorf játékosa.

## Pályafutása

### Klubcsapatokban
A Diósgyőri VTK csapatánál, majd 2015 után a szombathelyi Illés Akadémián nevelkedett. 2015 márciusában, 17 éves korában írta alá első profi szerződését a Szombathelyi Haladással. A 2015–2016-os idényben mutatkozott be a magyar élvonalban.
A 2016–2017-es szezont kölcsönben a másodosztályú Budaörsnél töltötte.
2017 nyarán 2020. június 30-ig meghosszabbította a szerződését a szombathelyi klubbal. 2019 januárjában a szezon hátralevő részére a másodosztályú Győri ETO vette kölcsön.

### A válogatottban
Többszörös utánpótlás válogatott, szerepelt az U18-as és az U19-es korosztályos csapatokban is.